# 戦時死亡宣告
戦時死亡宣告（せんじしぼうせんこく）とは、未帰還者に関する特別措置法2条1項に基づき未帰還者（未帰還者留守家族等援護法2条1項に規定する未帰還者）について厚生労働大臣の請求により行われる失踪宣告（未帰還者に関する特別措置法2条3項参照）。
太平洋戦争終結後、旧満州など、海外に行ったまま日本に帰って来ない未帰還者の整理を進めるために設けられた制度。1959（昭和34）年に成立した未帰還者に関する特別措置法により、生死不明の未帰還者が戸籍上は死亡したものとして扱われることとされた。

## 制度概要
敗戦後に旧満州や中国、南方(東南アジアやオセアニア)などから引き揚げた軍人軍属と民間人は計約630万人にのぼり、混乱の中、消息不明の人が数多く残された。1959年、7年間以上生死不明の未帰還者に戦時死亡宣告ができる「未帰還者に関する特別措置法」が成立。厚生労働省社会・援護局によれば、2万583人が宣告を受けた。2012（平成24）年3月末時点で336人が未帰還とされている。戦死した日本人は約310万人で、うち約240万人が外地で死亡した。

### 民法第三十条の宣告の請求等の特例
失踪宣告の請求は不在者の利害関係人がすることができる（民法30条）。その特例として戦時死亡宣告（未帰還者留守家族等援護法2条1項に規定する未帰還者に対する失踪宣告）の場合、厚生労働大臣も失踪宣告の請求を行うことができる（未帰還者に関する特別措置法2条1項）。
また、戦時死亡宣告の場合、厚生労働大臣は取消の請求も行うことができる（未帰還者に関する特別措置法2条3項）。

### 弔慰料の支給
未帰還者が戦時死亡宣告を受けたときは、その遺族に弔慰料を支給する（未帰還者に関する特別措置法3条1項）。